# Мокшан
Мокша́н — посёлок городского типа в России, административный центр Мокшанского муниципального района Пензенской области.

## Этимология
Поселение получило название от реки Мокша.

## История

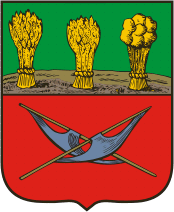
Герб (1781)

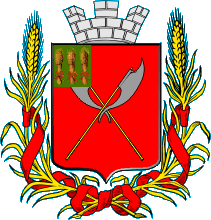
Герб (1861)

Пожарная каланча и церковь Богоявления

Время основания Мокшана является предметом дискуссии историков. Н.М. Карамзин в своей «Истории государства российского» указывает на 1535 год, и это вошло в ряд других источников, в том числе и в энциклопедический словарь Брокгауза и Ефрона. Между тем рядом историков эти сведения подвергнуты аргументированной критике, дата основания Мокшана приводится к 1679 году. Имел деревянную крепость с четырьмя башнями. Постройкой Мокшана полк саранского воеводы Павла Языкова заканчивал сооружение пензенской засечной черты, начатое в 1676 году.
В 1782 году Мокшан стал уездным городом Мокшанского уезда Пензенского наместничества, с 1798 года за штатом, c 1801 года вновь уездный город.
В 1925 году был упразднён Мокшанский уезд, а Мокшан преобразован в село.
В 1928 году Мокшан становится центром Мокшанского района Пензенского округа Средне-Волжской области. С 1939 года в составе Пензенской области.
В августе 1960 года Мокшан отнесён к категории посёлков городского типа.

## Физико-географическая характеристика

### Расположение
Посёлок расположен по обоим берегам Мокши (приток Оки), часть по правому высокому и обрывистому берегу, остальная часть в пойме и надпойменной террасе реки, в 44 км к северо-западу от Пензы, в 70 км от Нижнего Ломова, в 600 км от Москвы.

### Климат
- умеренно континентальный
- температура воздуха — max в июле до 40 °C, min в январе — минус 35 °C
- среднее значение декадных высот снегового покрова за зиму равны 65 см
- среднегодовая температура воздуха — 5,4 °C
- средняя скорость ветра — 3,2 м/с.

## Население
| 1747    | 1782    | 1790    | 1795    | 1806    | 1864    | 1897    |
| ------- | ------- | ------- | ------- | ------- | ------- | ------- |
| 2650    | ↗3561   | ↗3656   | ↗3791   | ↗4028   | ↘3339   | ↗10 044 |
| 1913    | 1917    | 1920    | 1926    | 1930    | 1933    | 1939    |
| ↗11 000 | ↘10 338 | ↘9999   | ↘9550   | ↘9458   | ↘8600   | ↘7024   |
| 1959    | 1970    | 1979    | 1989    | 2002    | 2009    | 2010    |
| ↘6260   | ↗8672   | ↗10 357 | ↗11 035 | ↗11 808 | ↘11 623 | ↘11 592 |
| 2011    | 2012    | 2013    | 2014    | 2015    | 2016    | 2017    |
| ↘11 553 | ↗11 653 | ↗11 804 | ↘11 723 | ↘11 710 | ↘11 660 | ↘11 569 |
| 2018    | 2020    | 2021    |         |         |         |         |
| ↘11 386 | ↘11 203 | ↘10 997 |         |         |         |         |

## Экономика
- Маслодельный завод
- Хлебозавод
- 1-й асфальтный завод
- 2-й асфальтный завод
- Кондитерская фабрика «Невский кондитер»
- Тепличный комплекс «Мокшанский»
- Кондитерская фабрика «SweetLife».

### Транспорт
Мокшан находится на федеральной автотрассе «Урал М-5». Существует два варианта проезда через посёлок: через центральную часть и объездную дорогу рядом с тепличным комплексом. Среднее время в дороге от Пензы до Мокшана — около 25-35 минут.

### Жилищное строительство
В Мокшане 5 неофициальных микрорайонов:
- микрорайон «Победа» (трёхэтажная и двухэтажная застройка, всего около 15 трёхэтажных домов и около 25 двухэтажных домов)
- микрорайон бывшего МСО (двухэтажная застройка около 10 домов и частный сектор)
- микрорайон политехнического колледжа (около 10 трёхэтажных зданий, около 5 двухэтажных домов, две пятиэтажки)
- микрорайон лесхоз (в основном частный сектор, но есть и двух-трёхэтажные дома)
- центр (в основном частный сектор, есть трёхэтажные новостройки).

## Образование

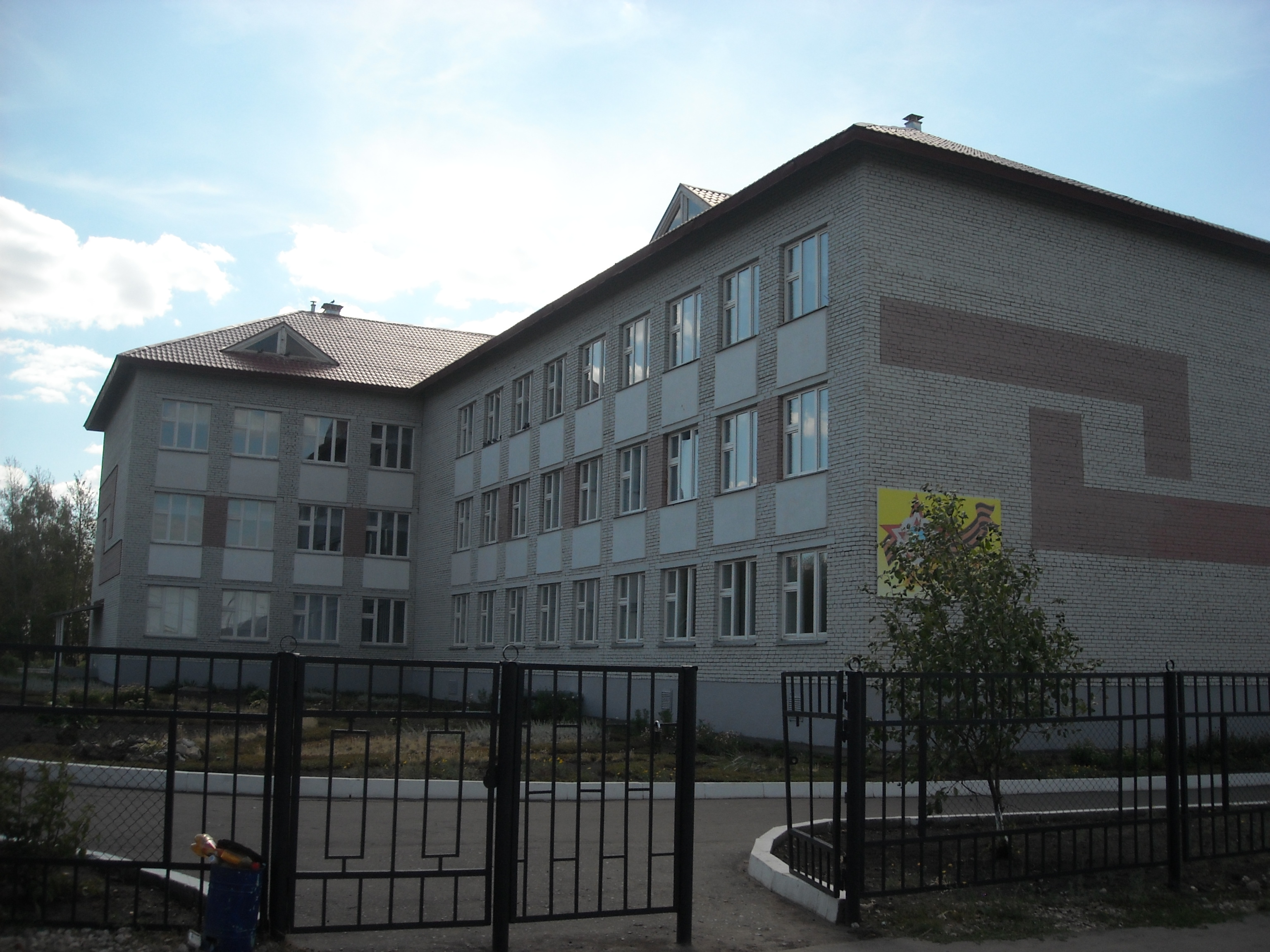
МБОУ «СОШ №1»

В Мокшане имеется 2 школы, 1 колледж.

### Дошкольные учреждения
- Детский сад «Малышок», ул. Урицкого, 32;
- Детский сад «Родничок», ул. Планская, 63;
- Детский сад «Золотая рыбка», ул. Строителей, 15а;
- Детский сад «Солнышко», ул. Засечная, 5а;
- Детский сад №3, ул. Кирова 24а.

### Общеобразовательные учреждения
- Мокшанская средняя школа №1 открыта 8 декабря 1913 года как Мокшанское высшее начальное училище. С 1969 года школе преобразована в Мокшанскую общеобразовательную среднюю школу №1.
- Средняя общеобразовательная школа №2 им. А.Г. Малышкина.

### Среднее профессиональное образование
- Мокшанский агротехнологический колледж готовит механизаторские кадры по программам начального и среднего профессионального образования. Имеется 2 филиала: один находится в центре посёлка, другой — в районе бассейна «Звёздный». Ранее в Мокшане было два колледжа, но Мокшанский политехнический колледж был расформирован и вошёл в состав Мокшанского агротехнологического колледжа как филиал.

## Социальная защита, культура и спорт
Мокшан является крупнейшим в Пензенской области центром социальной защиты людей с ограниченными возможностями здоровья. Здесь сосредоточены психоневрологический интернат на 370 мест, детский дом-интернат для умственно-отсталых детей и многопрофильный техникум-интернат для инвалидов и лиц с ослабленным здоровьем. 
В рабочем посёлке имеется детско-юношеская спортивная школа и физкультурно-оздоровительный комплекс. В 2009 году в Мокшане был открыт бассейн «Звёздный». В Мокшане есть детская школа искусств, центр детского творчества.
В посёлке с 1872 года действует библиотека — одна из старейших в области. Сегодня она носит название Мокшанской центральной районной библиотеки и имеет статус модельной. С 2020 г. занимает отремонтированное историческое здание 1902 года постройки.
В посёлке действуют два музея:
- Музей А.Г. Малышкина открыт 21 марта 1977 года в составе областного краеведческого музея. В 1984 году преобразован в филиал объединения литературно-мемориальных музеев Пензенской области. В 2007 году выходит из состава объединения и становится муниципальным бюджетным учреждением культуры «Музей А.Г. Малышкина Мокшанского района Пензенской области»
- Музей Мокшанского политехнического колледжа.

## Достопримечательности

### Храмы
- Церковь Богоявления Господня (ул. Советская, 29). Третий храм на этом месте. Первая деревянная церковь была построена в 1683 году, вторая в 1803—1809, третья по проекту архитектора А. Е. Эренберга сооружена в 1893—1898 годах в русско-византийском стиле. Колокольня возведена в 1907 году. В советское время использовалась как зернохранилище, а затем была разрушена. В 2010-х годах была восстановлена и вернулась РПЦ
- Церковь Михаила Архангела (ул. Пушкина, 16а). Первая деревянная церковь построена в 1743 году, когда она сгорела, на её месте был возведён в 1817—1825 годах каменный храм. В советское время был закрыт, но открылся вновь в 1950 году.

### Памятники
- В. И. Ленину
- «325 лет Мокшану»
- Лётчику
- Вечный огонь
- Пушке
- арт-объект «Мокшанский полк на сопках Маньчжурии» в честь знаменитого вальса И. Шатрова[26]

### Интересные здания
- Сторожевая башня и оборонительный вал
- Пожарная каланча
- Ансамбль бывшего Казанского Мужского монастыря
- Руины Никольской и Александровской церквей, Успенского собора

## Сотовая связь
В Мокшане действуют следующие операторы:
- МТС
- Билайн
- МегаФон
- НСС
- YOTA
- Теле2

## Уличная сеть
- Андрея Гусака
- Больничный переулок
- Бутырки
- Восточная
- Горького
- Дружбы
- Заводская
- Заовражная
- Западная
- Заречная
- Засечная
- Засечный
- Зелёная
- Калинина
- Кирова
- Кирпичная
- Клочкова
- Коммунистическая
- Комсомольская
- Красная
- Кузнечная
- Куйбышева
- Лево-Набережная
- Лермонтова
- Малышкина
- Микояна
- Милосердия
- Мира
- Молодёжная
- Нагорная
- Ново-Загуменная
- Ново-Заовражная
- Ново-Заречная
- Ново-набережная
- Ново-Пугачева
- Новогодняя
- Новые Бутырки
- Октябрьская
- Охлопкова
- Пензенская
- Первомайская 1-я
- Первомайская 2-я
- Песчаная
- Пионерская
- Планская
- Победы
- Полевая
- Поцелуева
- Право-Набережная 1-я
- Право-Набережная 2-я
- Пролетарская
- Пугачёва
- Пушкина
- Разведка 1-я
- Разведка 2-я
- Садовая
- Саранский переулок
- Свердлова
- Светлая
- Свободная
- Северная
- Советская
- Совхозная
- Стадионная
- Степана Разина
- Строителей
- Студенческая
- Суворова
- Транспортная
- Урицкого
- Урожайная
- Фестивальная
- Чкалова
- Школьная
- Энгельса
- 8 Марта

## Известные земляки
- Громницкий, Михаил Фёдорович (1833—1917) — прокурор, судья, адвокат, публицист.
- Грунин, Тимофей Иванович (1898—1970) — учёный-арабист, иранист, лингвист-тюрколог.
- Малышкин, Александр Георгиевич (1892—1938) — русский писатель.
- Клочков, Василий Георгиевич (1911—1941) — Герой Советского Союза.
- Соколов, Николай Алексеевич (1882—1924) — следователь Омского окружного суда, расследовавший дело об убийстве царской семьи.
- Легашов, Антон Михайлович (1798?-1865?) — русский художник
- Карякин, Александр Матвеевич (4.08.1922 — 23.11.2001) — хирург доктор мед. наук.
- Священномученик Павлин (Крошечкин)